# Petrovics Frigyes Keresztély
Petrovics Frigyes Keresztély (Holics, 1799. október 7. – München, 1836. április 12.) történész, jogtudós, a Magyar Tudományos Akadémia rendes tagja (1830).

## Életútja
Apja Holicson (ma: Szlovákia) evangélikus lelkész volt. A magyar nyelvet Somorján sajátította el. 1813-tól Pozsonyban bölcseleti és teológiai tanulmányokat végzett. Apja halála után, 1820-ban a holicsi evangélikus gyülekezet prédikátorrá választotta; minthogy azonban a gyülekezet kisebbsége túl fiatalnak tartotta, e hivatalhoz való jogáról lemondott és 1821-ben Pestre ment az egyetemen jogtudományt hallgatni. Schedius Lajos egyetemi professzor ajánlásával 1823-ban gróf Teleki László özvegyének házához került és ifj. Teleki László gróf nevelője lett, akivel együtt hallgatta a magyar törvényt Sárospatakon.
1830-ban adta ki Pesten Magyarország történetét időszaki táblákban, világosítva a világ egykoru történeteivel s a magyar kir. házaknak nemzetségi lajstromával című munkáját. E művéért a megalakult Magyar Tudományos Akadémia igazgatótanácsa 1830. november 17-én Pozsonyban a történeti osztály első rendes tagjává nevezte ki. Az akadémiának három évig egyik legmunkásabb tagja volt; 1831-ben véleményt is mondott Kis János Polycletus-fordításáról.
1833-tól növendékével bejárta Európa egy részét, Ausztriát, Németországot, Hollandiát, Belgiumot, Franciaországot, Svájcot és Angliát, átvizsgálta az országos és városi könyvtárakat és oklevélgyűjteményeket, gyűjtötte és másolta az adatokat hazánk történelméhez. Párizsi tartózkodása idején François Mignet, a francia forradalom történetének írója munkatársául fogadta. Másolatait Petrovics-gyűjtemény címen az MTA levéltára őrzi, később a Tudománytárban adták ki. Hazatérése előtt, Münchenben halt meg 1836-ban. A Magyar Tudományos Akadémián 1838. szeptember 9-én Zsivora György tartott fölötte emlékbeszédet.
Levele Hollandiából (Rajzolatok 1835. I. 12. szám. Broek leírása); Magyar levéltöredékek külföldről. Dublin, Páris. (Társalkodó 1836.); cikkei a Tudománytárban (I. 1834. Az arabiai beduinok és wahabiak, franciából, VII. 1835. Hazánkat érdeklő kéziratok a külföldön); a Magyar Tudós Társaság Évkönyvében (II. 1835. Az 1397-ben volt temesvári országgyűlésről).

## Műve
- Magyarország történetei időszaki táblákban, világosítva a világnak egykorú történeteivel és a magyar királyi házaknak nemzetségi lajstromaival. Pest, 1830.